# 마시는 녀석들
마시는 녀석들 은 iHQ 와 디스커버리 채널 에서 같이 방송 하였던  예능 프로그램 으로, 술 과  안주 등 을 배경 으로 하는 예능 프로그램이다.
그러나 시청가 는 술 을 주제 로 다루고 있기 때문 에, 19세 이상 시청가 로 판정 된 상태이다.

## 프로그램 소개
그 동안 먹방계 의 블루 오션 이었던  ‘안주 맛집’ 을 찾아 다니는 프로그램 으로, 음주 에 초점 을 맞춘 먹방 이 아닌 주류 에 따라 페어링 하기 좋은  음식 을 소개 하는 안주 탐구 생활 방송

## 기본 정보
- 편성 시간 : 매주 월요일 밤 10시 30분 : iHQ, 디스커버리 채널
- 출연진 : 이종혁, 규현, 장동민, 이장준

## 같이 보기
- 맛있는 녀석들